# Fawcett Comics
La Fawcett Comics, una filiale della Fawcett Publications, fu una delle case editrici statunitensi di successo durante la Golden Age dei fumetti negli anni Quaranta. Il suo personaggio più popolare fu Capitan Marvel (da non confondere con l'eroe omonimo della Marvel Comics), l'alter ego del reporter per la radio Billy Batson, che si trasformava nell'eroe ogni volta che pronunciava la parola magica "SHAZAM!".
Altri personaggi pubblicati dalla Fawcett includevano Capitan Video, Hopalong Cassidy, Ibis l'Invincibile, Bullett Man e Bullett Girl, Spy Smasher, Capitan Midnight, Phantom Eagle, Mister Scarlet e Pinky, Minute-Man, Commando Yank e Golden Arrow.
Oltre ai ben conosciuti personaggi dei fumetti, La Fawcett pubblicò anche una linea di fumetti horror di breve durata durante i primi anni cinquanta, una gamma di titoli tra cui spiccavano This Magazine is Haunted, Beware! Terror Tales, Worlds of Fear, Strange Suspense Stories, e Unknown World. Altri generi inclusero fumetti comici per adolescenti (Otis and Babs), Funny Animals (Hoppy il Coniglio Marvel), Romantici (Sweethearts), di Guerra (Soldier Comics) e Western (Lash LaRue, Six Guns Heroes). La Fawcett pubblicò anche fumetti basati sugli attori dell'epoca (Tom Mix, Rocky Hale) e serial mattutini (Nyoka the Jungle Girl). L'intera linea fu abbandonata nel 1953, quando la Fawcett chiuse tutte le sue pubblicazioni.

## Storia

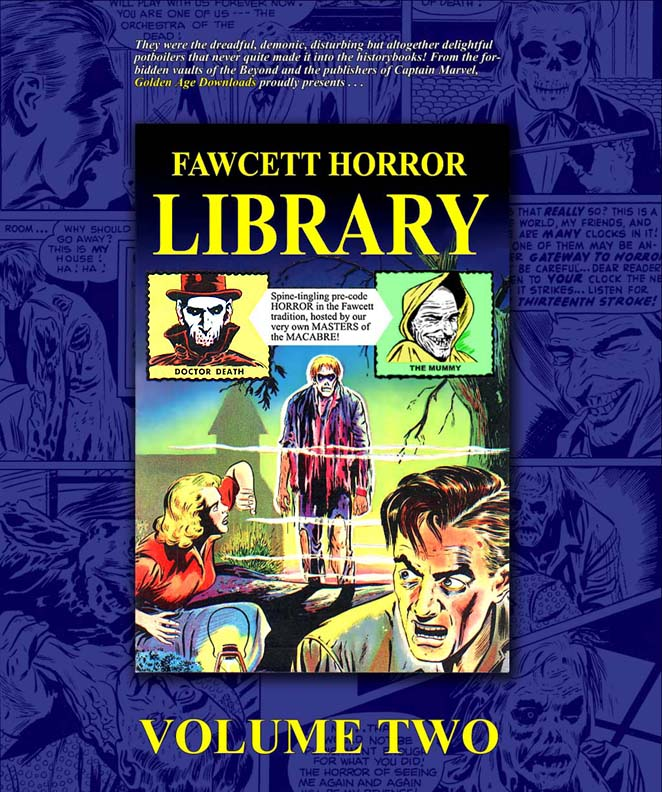

La Fawcett Publications cominciò nel 1919 con la pubblicazione del fumetto Captain Billy's Whiz Bang e cominciò ad espandersi in una linea di periodici con una diffusione complessiva di dieci milioni al mese. La compagnia di unì all'esplosione delle pubblicazioni dei fumetti negli Stati Uniti alla fine degli anni trenta e inizio dei '40. Alla sua iniziale comparsa, sviluppato dallo scrittore Bill Parker e dall'illustratore C.C. Beck, ci fu Thrill Comics, un singolo numero che fu pubblicato solo come un numero da distribuzione. Il contenuto fu quindi rielaborato (per esempio il protagonista Capitan Thunder fu rinominato Capitan Marvel), e pubblicato come Whiz Comics n. 2 (1940).
In aggiunta a Beck, il gruppo di artisti che contribuirono alla Fawcett Comics inclusero Al Allard, Harry Anderson, Ken Bald, Phil Bard, Al Bare, Dan Barry, John Belfi, Dave Berg, Jack Binder, Alex Blum, Bob Boyajian, Bob Butts, Al Carreno, Joe Certa, Pete Costanza, Greg Duncan, Leonard Frank, Bob Fujitani, Till Goodson, Ray Harford, John Jordan, H.C. Kiefer, Jack Kirby, Andre Le Blanc, Charles Nicholas, Carl Pfeuffer, Mac Raboy, Pete Riss, Ed Robbins, John Rosenberger, Kurt Schaffenberger, Joe Simon, Jon Small, Ed Smalle, Jack Sparling, John Spranger, Chic Stone, Charles Sultan, Marc Swayze, Ben Thompson, George Tuska, Bill Ward, Clem Weisbecker, Burt Whitman, Reuben Zubofsky e Nick Zuraw.
Le mirabolanti avventure di Capitan Marvel e della Famiglia Marvel (che includeva Capitan Marvel, Mary Marvel, Capitan Marvel Jr., e i Luogotenenti Marvel, ecc.) stracciarono le vendite di Superman, e l'allora National Comics (conosciuta più in là come DC Comics) fece causa alla Fawcett di aver infranto il copyright del loro supereroe. La battaglia legale tra la National Periodical's del 1941 e la Fawcett fu respinta per un cavillo; la National fallì poiché non riuscì a garantire il copyright per i fumetti di Superman.
Affrontando un declino del mercato del fumetto negli anni '50, la Fawcett Comics cessò le pubblicazioni e risolse il caso in corso. La vittoria legale della National nel 1953 fu resa in qualità di parodia dal satirico Mad Comics. Illustrato da Wally Wood, "Superduperman!" si scontrò con il supereroe criminale "Capitan Marbles". Dopo aver scoperto che Marbles gli somigliava in tutto e per tutto, Superduperman ingannò Marbles nel colpirsi da solo sul volto, un chiaro riferimento alla cancellazione della Fawcett Comics della sua divisione dei fumetti.
Molti dei personaggi Fawcett furono venduti alla Charlton Comics. La Fawcett ritornò a pubblicare i fumetti negli anni sessanta, ma per pubblicare più che altro i fumetti di Dennis la Minaccia e altri titoli simili.
Nel 1972 la DC ebbe la licenza, e nel 1980 acquistò tutti i diritti d'autore di Capitan Marvel e dei  suoi relativi personaggi.